# Emanuela Damasio
Emanuela Damasio (Torino, 24 giugno 1974) è una doppiatrice italiana.

## Filmografia
- Ogni lasciato è perso, regia di Piero Chiambretti (2001)
- La repubblica di San Gennaro, regia di Massimo Costa (2003)
- Il magico Natale di Rupert, regia di Flavio Moretti (2004)

## Doppiaggio

### Cinema
- Elisabeth Moss in Che fine hanno fatto i Morgan?, In viaggio con una rock star, Nel mondo libero, L'uomo invisibile, Chi segna vince
- Emma Stone in The Amazing Spider-Man, The Amazing Spider-Man 2 - Il potere di Electro
- Sophie McShera in Cenerentola, Downton Abbey, Downton Abbey II - Una nuova era
- Tamara Hope in Apocalypse - L'apocalisse, Mayday
- Laura Berlin in Ruby Red, Ruby Red II - Il segreto di Zaffiro
- Sara Forestier in Per sesso o per amore?
- Vanessa Hudgens in Thirteen - 13 anni
- Alexis Dziena in Nick & Norah - Tutto accadde in una notte
- Krystal Marie Harris in The Country Bears - I favolorsi
- Alison Lohman in Noi due sconosciuti
- Alison Pill in Schegge di April
- Lizzy Caplan in Crossing Over
- Imogen Poots in 28 settimane dopo
- Sophie Lowe in After the Dark
- Jayma Mays in Il superpoliziotto del supermercato
- Laetitia Casta in La crociata
- Margaret Cho in 17 Again - Ritorno al liceo
- Rachael Leigh Cook in Stateside - Anime ribelli
- Maggie Q in Balls of Fury - Palle in gioco
- Ciara Charteris in Mary Shelley - Un amore immortale
- Lacey Chabert in Be My Baby
- Dania Ramírez in Illegal Tender
- Summer Glau in Terminator: The Sarah Connor Chronicles
- Chyler Leigh in Reunion
- Mélanie Thierry in Insieme appassionatamente
- Angy Fernández in Fisica o chimica
- Rihanna in Ragazze nel pallone - Tutto o niente
- Mae Whitman in Scott Pilgrim vs. the World
- Aidy Bryant in Cognati per caso
- Teyana Taylor in Stepping 2 - La strada del successo
- Kristina Anapau in Il cigno nero
- Luker'ja Il'jašenko in Dance to Death - Sfida l'arena
- Claire van der Boom in Blacklight
- Alina Kovalenko in The Rising Hawk - L'ascesa del falco
- Olivia Hamilton in Babylon
- Andrea Garrote in Sorelle (s)fortunate
- Karina Ramil in Famiglia, ma non troppo

### Serie televisive
- Rachel Miner in Supernatural
- Elisabeth Moss in Mad Men, Invasion
- Anna Favella in Terra ribelle, Terra ribelle - Il nuovo mondo
- Kathryn Hahn in WandaVision, Agatha All Along
- Tammin Susrok in Hannah Montana Forever
- Amanda Bynes in Living Proof - La ricerca di una vita
- Anne Ramsay in Six Feet Under
- Noël Wells in Master of None[1]
- Brittany Robertson in Freddie
- Jordan Hinson in Eureka
- Sophie McShera in Downton Abbey
- Jamai Fisher in SIS
- Skye Bennett in I pilastri della Terra
- Caitlin Fitzgerald in Gossip Girl
- Ellie Kendrick in Il diario di Anna Frank
- MacKenzie Meehan in Bull
- Alison Pill in In Treatment
- Mekia Cox in Modern Family, C'era una volta
- Alejandra Onieva in Il segreto
- Adriana Ugarte in Io ti troverò
- Liz Solari in Champs 12
- Lorena García in Chica vampiro
- Adriana Ugarte in Io ti troverò
- Giuliana Scaglione in Love Divina
- Sharlene Taulé in Pasión prohibida
- Margot Bingham in The Walking Dead
- Marie Denarnaud in Morgane - Detective geniale
- Lorna Watson in Le indagini di Sister Boniface

### Film d'animazione
- Fupu in Pretty Cure Splash Star - Le leggendarie guerriere
- Alfastar in Gli Straspeed a Crazy World
- Love Momozono/Cure Peach in Fresh Pretty Cure! - Le Pretty Cure nel Regno dei Giocattoli
- Gracie in Car's Life 2
- Therese in Titeuf - Il film
- Homura Akemi in Puella Magi Madoka Magica - Parte 3 - La storia della ribellione
- Lurleane in Il viaggio di Arlo
- Isabella York in Violet Evergarden: Eternity and the Auto Memory Doll
- Mei Mei in Kung Fu Panda 3
- Nikuko in La fortuna di Nikuko
- Dinamite in Planes 2 - Missione antincendio
- Kei in Akira
- Regina malvagia in Shrek terzo
- Millie Maxwell in Black Clover: La spada dell'imperatore magico
- Mira Jane Strauss in Fairy Tail The Movie: Phoenix Priestess

### Serie animate
- Mirajane Strauss in Fairy Tail
- Toralei Stripe e Operetta in Monster High
- Love Momozono/Cure Peach in Fresh Pretty Cure!
- Fupu in Pretty Cure Splash Star
- Magisa in Battle Spirits - Dan il Guerriero Rosso
- Abbey in The Replacements - Agenzia sostituzioni
- Vambre Marie Warrior in Mighty Magiswords
- Connie D'Amico, Alyssa e Olivia in I Griffin
- Kimball in Team Galaxy
- Signora Betty in I Dalton
- Mirina in Gladiatori - Il torneo delle sette meraviglie
- Vania in LEGO Ninjago
- Cheryl Tunt in Archer
- Chiyuki in Death Parade
- Tsuruya in La malinconia di Haruhi Suzumiya
- Nadja Chamack in Miraculous - Le storie di Ladybug e Chat Noir
- Mako Mankanshoku in Kill la Kill
- Susan Bredford (2ª voce) in Spike Team
- Fiona in Magiki
- Zoomba in Zafari
- Simone (1° voce e 2x41) in Simone
- Zam Pilot in Agente Speciale Oso
- Inari in Kemono jihen[2]
- Valerie in Kate e Mim-Mim
- Roxy Richter in Scott Pilgrim - La serie
- Olivia in Grisù
- Gladys in Loopdidoo

### Videogiochi
- Rayn in Jak X (2005)[3]
- Tali'Zorah in Mass Effect (2007)[4]
- Tommi in Epic Mickey 2: L'avventura di Topolino e Oswald (2012)[5]
- Dinamite in Planes: Fire & Rescue (2014)[6]
- Kara in Detroit: Become Human (2018)[7]
- Rubble in PAW Patrol: Gran Premio (2022)[8]